# 库尔海蹄盖蕨
库尔海蹄盖蕨（学名：Athyrium dissitifolium var. kulhaitense）为蹄盖蕨科蹄盖蕨属下的一个变种。

## 扩展阅读
- 維基物種上的相關：库尔海蹄盖蕨